# Llista de monuments megalítics de l'Alt Empordà
Llista de necròpolis dolmèniques (dolmens, cistes i menhirs) de les àrees del Bassegoda, Les Salines, Serra de l'Albera, Serra de Rodes i Cap de Creus de la comarca de l'Alt Empordà.
| Megalítics                             | Comunitat                    |  |  |  |
| Cista de la Sureda                     | Palau-saverdera              |  |  |  |
| Cista de la Tomba del General          | coll de Fitor, Roses         |  |  |  |
| Cista de la Vinya d'en Berta           | Pau                          |  |  |  |
| Cista de Puig Alt                      | Roses                        |  |  |  |
| Cista del Pla de les Gates             | Roses                        |  |  |  |
| Dolmen Caigut I                        | Vilajuïga                    |  |  |  |
| Dolmen Caigut II                       | Vilajuïga                    |  |  |  |
| Dolmen de Canadal                      | la Jonquera                  |  |  |  |
| Dolmen de Coma de Felis                | Rabós                        |  |  |  |
| Dolmen de Coma de Gall                 | Cantallops                   |  |  |  |
| Dolmen de Comes LLobes de Pils         | Rabós                        |  |  |  |
| Dolmen de Dofines                      | Rabós                        |  |  |  |
| Dolmen de Fontanilles                  | Sant Climent de Sescebes     |  |  |  |
| Dolmen de Girarols I                   | Espolla                      |  |  |  |
| Dolmen de Girarols II                  | Espolla                      |  |  |  |
| Dolmen de Gutina                       | Sant Climent de Sescebes     |  |  |  |
| Dolmen de Gutina-Puig del Pal          | Espolla                      |  |  |  |
| Dolmen de la Barraca d'en Rabert       | Pau                          |  |  |  |
| Dolmen de la Barraca del Lladre        | Agullana                     |  |  |  |
| Dolmen de la Cabana Arqueta            | Espolla                      |  |  |  |
| Dolmen de la Carena                    | Vilajuïga                    |  |  |  |
| Dolmen de la Casa Cremada              | Roses                        |  |  |  |
| Dolmen de la Cendrera                  | el Port de la Selva          |  |  |  |
| Dolmen de la Creu Blanca               | Pau                          |  |  |  |
| Dolmen de la Creu d'en Cobertella      | Roses                        |  |  |  |
| Dolmen de la Devesa                    | Palau-saverdera              |  |  |  |
| Dolmen de la Febrosa I                 | Palau-saverdera              |  |  |  |
| Dolmen de la Febrosa II                | Palau-saverdera              |  |  |  |
| Dolmen de la Font del Roure            | Espolla                      |  |  |  |
| Dolmen de la Jaça d'en Torrent         | Agullana                     |  |  |  |
| Dolmen de la Mora                      | la Selva de ar               |  |  |  |
| Dolmen de la Muntanya d'en Caselles    | Palau-saverdera              |  |  |  |
| Dolmen de la Pallera                   | el Port de la Selva          |  |  |  |
| Dolmen de la Riera Pujolar I           | el Port de la Selva          |  |  |  |
| Dolmen de la Riera Pujolar II          | el Port de la Selva          |  |  |  |
| Dolmen de la Roca Galera               | el Port de la Selva          |  |  |  |
| Dolmen de la Sureda I                  | Palau-saverdera              |  |  |  |
| Dolmen de la Sureda II                 | Palau-saverdera              |  |  |  |
| Dolmen de la Talaia                    | Vilajuïga                    |  |  |  |
| Dolmen de la Taula dels Lladres        | la Selva de Mar              |  |  |  |
| Dolmen de la Vinya del Rei             | Vilajuïga                    |  |  |  |
| Dolmen de la Vinya Monera              | Capmany                      |  |  |  |
| Dolmen de les Closes                   | Sant Climent Sescebes        |  |  |  |
| Dolmen de les Morelles                 | Espolla                      |  |  |  |
| Dolmen de les Ruïnes                   | Vilajuïga                    |  |  |  |
| Dolmen de les Vinyes Mortes I          | Pau                          |  |  |  |
| Dolmen de les Vinyes Mortes II         | Pau                          |  |  |  |
| Dolmen de Mas Baleta I                 | la Jonquera                  |  |  |  |
| Dolmen de Mas Baleta II                | la Jonquera                  |  |  |  |
| Dolmen de Mas Baleta III               | la Jonquera                  |  |  |  |
| Dolmen de Mirgoler                     | Capmany                      |  |  |  |
| Dolmen de Mores Altes I                | el Port de la Selva          |  |  |  |
| Dolmen de Mores Altes II               | el Port de la Selva          |  |  |  |
| Dolmen de Roca Miralles                | el Port de la Selva          |  |  |  |
| Dolmen de Rocalba                      | Agullana                     |  |  |  |
| Dolmen de Taballera                    | el Port de la Selva          |  |  |  |
| Dolmen del Barranc                     | Espolla                      |  |  |  |
| Dolmen del Bosc de la Margalla         | Pau                          |  |  |  |
| Dolmen del Coll de la Farella          | Portbou                      |  |  |  |
| Dolmen del Coll de Madàs               | Cantallops                   |  |  |  |
| Dolmen del Garrollar                   | Vilajuïga                    |  |  |  |
| Dolmen del Llit de la Generala         | sureda d'en Falp, Roses      |  |  |  |
| Dolmen del Mas Bofill                  | Palau-saverdera              |  |  |  |
| Dolmen del Mas de la Mata              | el Port de la Selva          |  |  |  |
| Dolmen del Mas Godó                    | el Port de la Selva          |  |  |  |
| Dolmen del Mas Patiràs                 | Colera                       |  |  |  |
| Dolmen del Passatge o Tomba del Abat   | Llançà                       |  |  |  |
| Dolmen del Prat Tancat                 | Sant Climent de Sescebes     |  |  |  |
| Dolmen del Pui Saquera                 | Roses                        |  |  |  |
| Dolmen del Puig Balaguer               | Espolla                      |  |  |  |
| Dolmen del Puig D'Esquers I            | Llançà                       |  |  |  |
| Dolmen del Puig D'Esquers I            | Colera                       |  |  |  |
| Dolmen del Puig de Caneres             | Darnius                      |  |  |  |
| Dolmen del Puig Margall                | Pau                          |  |  |  |
| Dolmen del Quer Afumat                 | Capmany                      |  |  |  |
| Dolmen del Salt d'en Peió              | Sant Climent de Sescebes     |  |  |  |
| Dolmen del Solar d'en Gibert           | Devesa d'en Torrent, Rabós   |  |  |  |
| Dolmen del Turó del Home               | sureda d'en Mairó, Roses     |  |  |  |
| Dolmen dels Arreganyats                | Espolla                      |  |  |  |
| Dolmen dels Cantons                    | Espolla                      |  |  |  |
| Dolmen dels Estanys I                  | la Jonquera                  |  |  |  |
| Dolmen dels Estanys II                 | la Jonquera                  |  |  |  |
| Dolmen dels Estanys III                | la Jonquera                  |  |  |  |
| Dolmen dels Quintals                   | Pla d'Estar, la Selva de Mar |  |  |  |
| Dolmen Tires Llargues                  | Sant Climent de Sescebes     |  |  |  |
| Menhir de Castellar-Rocs Blancs        | Espolla                      |  |  |  |
| Menhir de la Murtra o Pedra Gentil     | Sant Climent de Sescebes     |  |  |  |
| Menhir de la Vinya Monera              | Capmany                      |  |  |  |
| Menhir de Vilartolí                    | Sant Climent Sescebes        |  |  |  |
| Menhir del Mas Roquer                  | Rabós                        |  |  |  |
| Menhir dels Palaus                     | Agullana                     |  |  |  |
| Menhir del Quer Afumat                 | Capmany                      |  |  |  |
| Menhir dels Estanys I                  | la Jonquera                  |  |  |  |
| Menhir dels Estanys II                 | la Jonquera                  |  |  |  |
| Menhir ou Pedra Dreta Roc d'en Rotllan | Maçanet de Cabrenys          |  |  |  |
| Menhir Roc del Frare                   | Agullana                     |  |  |  |
| Pedra dels Sacrificis                  | Capmany                      |  |  |  |